# فارجينها
فارجينها هي بلدية في البرازيل، تتبع ميناس جرايس، بلغ عدد سكانها 123٬081  نسمة، في 2010، تبلغ مساحتها 395٫396 كيلومتر مربع.

## معرض صور

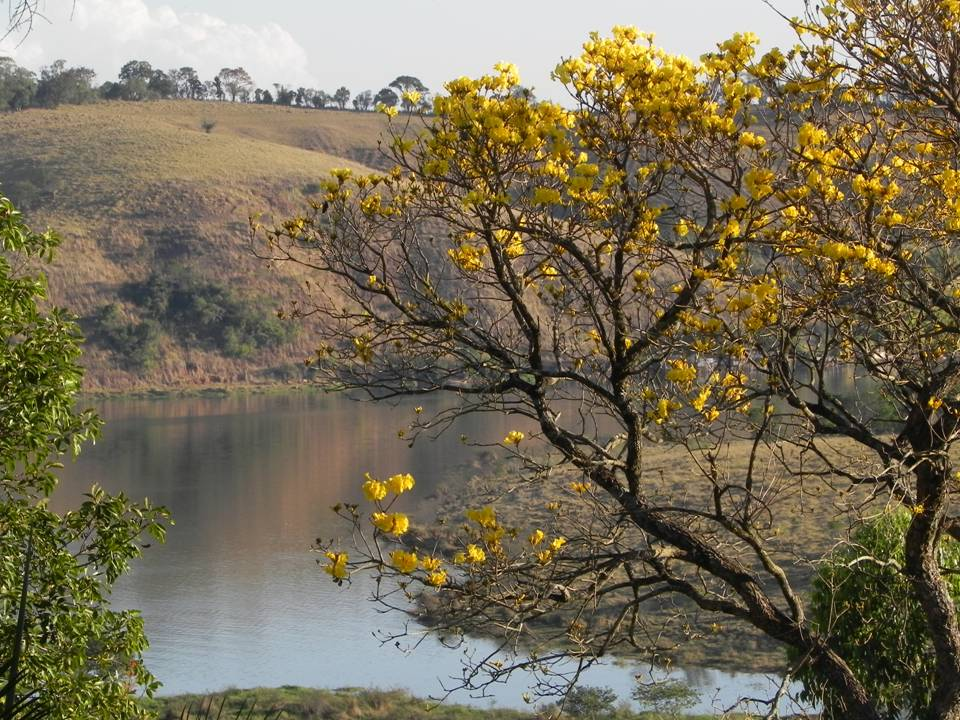
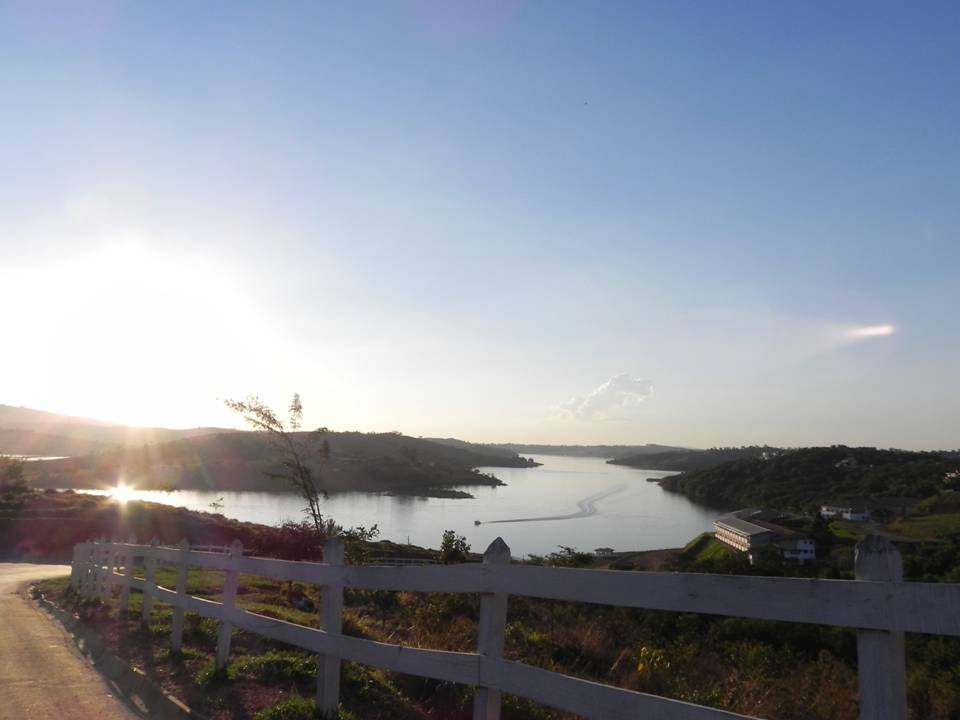
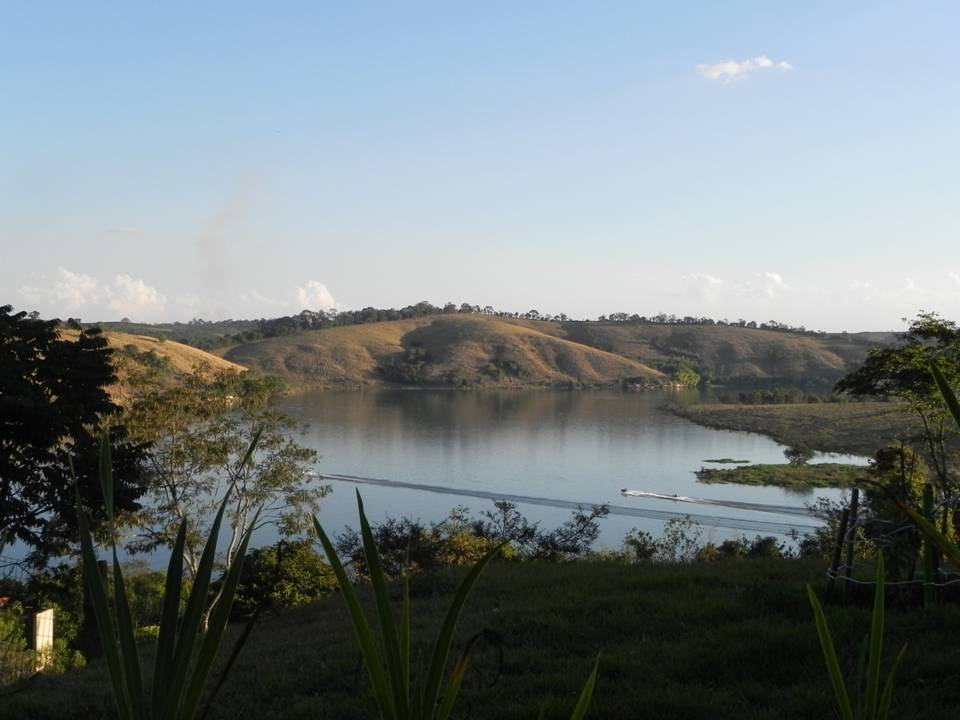
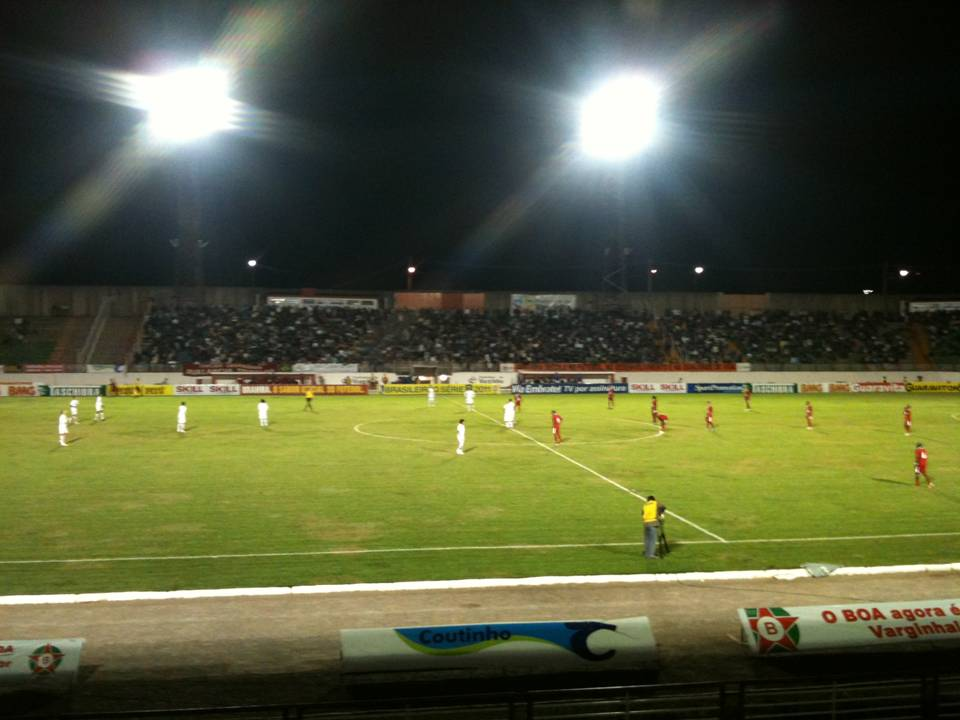

## الموقع
تشترك في الحدود مع:
- تريس كاراكوس
- Carmo da Cachoeira [الإنجليزية]‏
- تريس بونتاس.

## أعلام
- زيزي بروسوبيو
- باولو هيلبر روزا ريبيرو
- جاكلين أناستاسيو
- جوناثان هنريكي سيلفا